# Adam Gussow

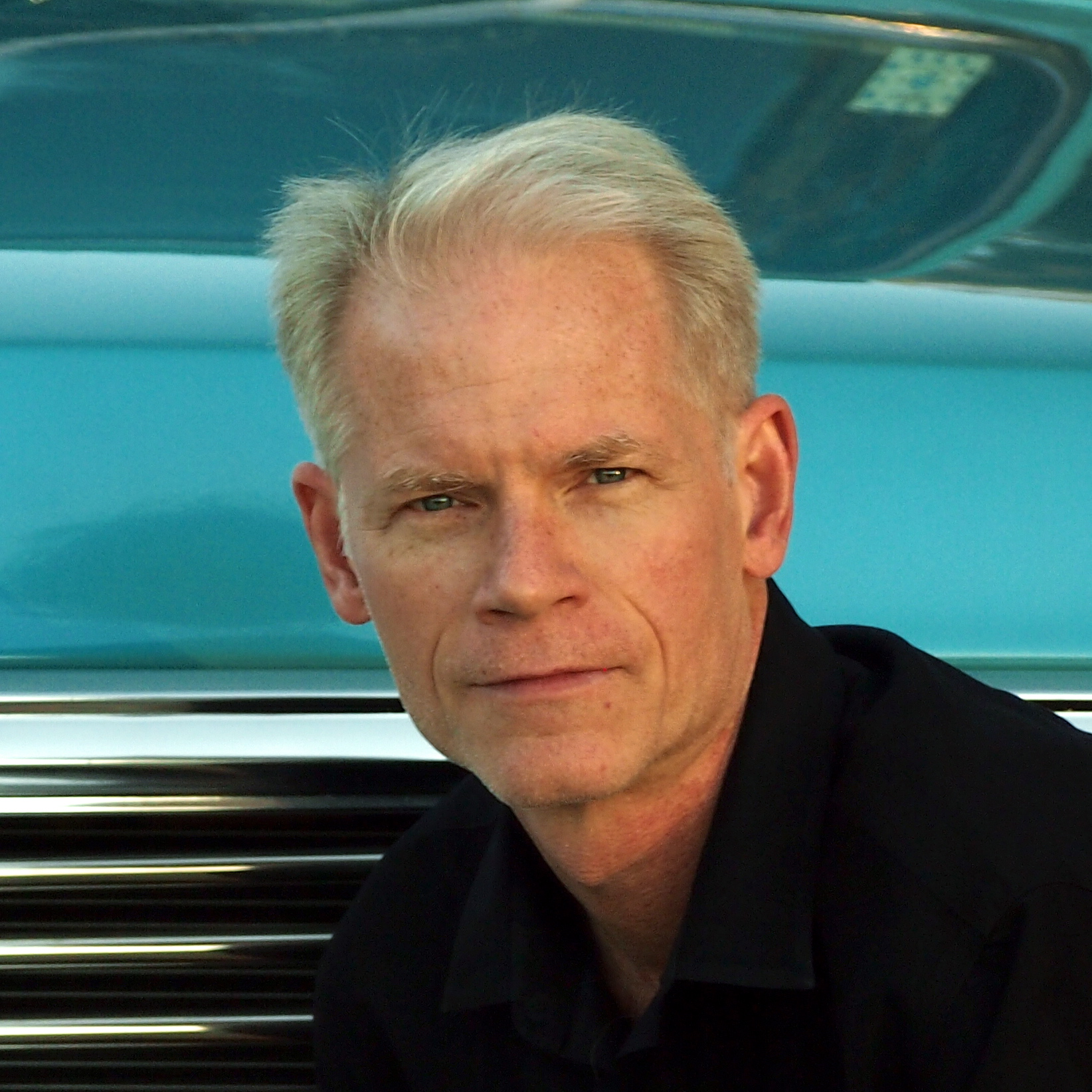
Adam Gussow

Adam Gussow (* 3. April 1958 in New York City) ist ein US-amerikanischer Wissenschaftler und Mundharmonikaspieler. Sein Spiel beschreibt ein Kritiker so: „technische Meisterschaft und innovative Brillanz, die es in einer Generation nur einmal gibt“ (technical mastery and innovative brilliance that comes along but once in a generation.).

## Leben
Seine Jugend verbrachte er im New Yorker Vorort Congers. Ausgebildet wurde er in der Princeton University (B.A. 1979, englische und amerikanische Literatur; Ph.D. 2000, englische Literatur) und an der Columbia University (M.A. 1983, englische und vergleichende Literaturwissenschaft). Für einen Bluesmusiker hat er damit einen untypischen Lebensweg.
Seine musikalische Leidenschaft wurde von Nat Riddles geweckt, einem Harmonikaspieler aus der Bronx. Mit dem aus Mississippi stammenden Bluesmusiker Sterling Magee (1936–2020) bildete er 1986 das Duo Satan and Adam. Gemeinsam traten sie an der Ecke Seventh Avenue und 125th Street auf, wo sie bald eine große Zuhörerschaft erreichten. 1996 wurde dem Duo eine Coverstory im Living Blues Magazine gewidmet; Gussow wurde damit zum ersten weißen Musiker, dem diese Ehre zuteilwurde. Bis zu ihrer Trennung 1998 nahmen sie Alben auf und spielten regelmäßig auf der Straße. Das Duo trennte sich, da Magee nach Lynchburg, Virginia zog. Im selben Jahr veröffentlichte Gussow das Buch „Mister Satan’s Apprentice“, in dem er die Zusammenarbeit mit Magee schilderte. Neben Büchern erschienen zahlreiche Artikel in verschiedenen Publikationen wie zum Beispiel American Literature, African American Review, Southern Cultures und boundary 2. Seit 2002 ist Gussow außerordentlicher Professor an der University of Mississippi für English and Southern Studies. 2007 begann er mit einer Serie von Tutorials auf YouTube, in denen er Harmonika lehrt. Inzwischen besteht die Serie aus etwa 150 Episoden.

## Diskografie
- 1991 Harlem Blues Flying Fish
- 1993 Mother Mojo Flying Fish
- 1996 Living on the River Rave On
- 2007 Blues Classics Modern Blues Harmonica
- 2008 Word on the Street [live] Modern Blues Harmonica[6]
- 2010 Kick and Stomp Modern Blues Harmonica

## Bücher von Adam Gussow
- Mister Satan's Apprentice. (Minneapolis, 2009). „Keeping the Blues Alive“, Award der Blues Foundation
- Seems Like Murder Here: Southern Violence and the Blues Tradition (Chicago, 2002).
- Journeyman’s Road: Modern Blues Lives From Faulkner’s Mississippi to Post-9/11 New York (Tennessee, 2007).[2]
- Beyond The Crossroads: The Devil And The Blues Tradition (Chapel Hill, 2017)